# Ранд, Таави
Таави Ранд (эст. Taavi Rand; род. 17 июля 1992 года в Таллине, Эстония) — эстонский фигурист, выступающий в танцах на льду. С Ириной Шторк они — пятикратные чемпионы Эстонии. По состоянию на 3 февраля 2015 года занимают 37-е место в рейтинге Международного союза конькобежцев (ИСУ).
У Таави есть старший брат, Кристиан Ранд, также выступавший на международном уровне в танцах на льду.

## Карьера
Для Ирины Шторк и Таави Ранда первым международным «взрослым» турниром в котором они приняли участие стала Олимпиада 2010 года. Это связано с тем, что Кэйтлин Мэлори, партнёрше Кристиана Ранда, не было предоставлено эстонское гражданство (она — гражданка США) и пара не смогла выступить на Играх. До Олимпиады, пара Шторк и Ранд участвовала лишь в юниорских соревнованиях, показывая скромные результаты, они были 22-ми на двух чемпионатах мира среди юниоров (в 2007 и 2008 годах). В сезоне 2008—2009 Таави Ранд катался с другой партнёршей — Кристиной Ваха, но в итоге вернулся в пару к Ирине Шторк.
На Играх в Ванкувере Шторк и Ранд заняли последнее, 23-е место. На чемпионате мира среди юниоров в том же году были 28-ми.
В сезоне 2010—2011 пара с тренером (матерью Таави — Леа Ранд) переехала в Москву для работы в группе Елены Кустаровой. В этом же сезоне пришли первые, относительные, успехи — на чемпионате мира среди юниоров 2011 года Шторк и Ранд вошли в десятку лучших, а в следующем сезоне стали 14-ми на чемпионате Европы.
В конце 2013 года на турнире в Германии боролся с ней за право выступать на Фигурное катание на зимних Олимпийских играх 2014 — танцы на льду, однако у их пары не было шансов.

## Спортивные достижения

### Результаты после 2012 года
(с И.Шторк)
| Соревнования       | 2012—2013 | 2013—2014 | 2014—2015 |
| ------------------ | --------- | --------- | --------- |
| Чемпионаты мира    | 25        |           | 23        |
| Чемпионаты Европы  | 11        | 14        | 13        |
| Nebelhorn Trophy   |           |           |           |
| Finlandia Trophy   | 5         | 6         |           |
| Кубок Ниццы        | 3         |           |           |
| Icechallenge       | 6         |           |           |
| Кубок Вольво       | 2         | 5         |           |
| Кубок Украины      |           | 2         |           |
| Кубок Нестле       |           |           | 5         |
| Чемпионаты Эстонии | 1         |           | 1         |

### Результаты до 2012 года
(с И.Шторк)
| Соревнования                              | 2004—2005 | 2005—2006 | 2006—2007 | 2007—2008 | 2009—2010 | 2010—2011 | 2011—2012 |
| ----------------------------------------- | --------- | --------- | --------- | --------- | --------- | --------- | --------- |
| Зимние Олимпийские игры                   |           |           |           |           | 23        |           |           |
| Чемпионаты мира                           |           |           |           |           |           |           | 22        |
| Чемпионаты Европы                         |           |           |           |           |           | 21        | 14        |
| Чемпионаты мира среди юниоров             |           |           | 22        | 22        | 28        | 10        | 11        |
| Чемпионаты Эстонии                        | 3J.       | 3         | 1J.       | 1J.       | 1         | 1         | 1         |
| Этапы юниорского Гран-при, Румыния        |           |           |           |           |           |           | 7         |
| Этапы юниорского Гран-при, Великобритания |           |           |           |           |           | 6         |           |
| Этапы юниорского Гран-при, Германия       |           |           |           |           | 17        |           |           |
| Этапы юниорского Гран-при, Венгрия        |           |           |           |           | 18        |           |           |
| Этапы юниорского Гран-при, Эстония        |           |           |           | 10        |           |           | 2         |
| Этапы юниорского Гран-при, Австрия        |           |           |           | 10        |           | 8         |           |
| Этапы юниорского Гран-при, Чехия          |           |           | 11        |           |           |           |           |
| Этапы юниорского Гран-при, Норвегия       |           |           | 13        |           |           |           |           |
| NRW Trophy                                |           |           |           |           | 9J.       |           |           |
| Мемориал Павла Романа                     |           | 1N.       |           |           |           |           |           |

- N = уровень «новички»; J = юниорский уровень